# Kino Central (Olomouc)
Kino Central bylo jednosálové kino v Olomouci, které patřilo mezi nejstarší olomoucká kina (založeno v roce 1926). Od roku 1990 se stalo součástí společnosti Olomoucká kina, s. r. o., sídlící v budově Muzea umění Olomouc v Denisově ulici. V roce 2024 je znovu otevřeno pro veřejnost jako multifunkční kulturní prostor, využívající sál bývalého kina i prostor bývalého Divadla hudby.

## Historie

### 20.–30. léta
Budovu bývalé věznice koupili v roce 1915 manželé Donátovi. Mořic Donát, sladovník a lihovarník, který měl zájem na rozvoji moderních způsobů zábavy, otevřel kulturní a zábavní komplex, jehož součástí bylo právě kino a Radio Bar. Kino Central bylo otevřeno v roce 1926 s 428 sedačkami. Zvuková aparatura Kinophon olomoucké firmy Elektroradio byla nainstalována v kině v roce 1929, kino se tak stalo jedním z prvních 10 kin v Československu. Jedním z provozovatelů kina byl také novinář Josef Šanta, který kino provozoval v druhé polovině 30. let, před okupací a obsazením země nacisty. Odmítl jim kino vydat, proto bylo násilně obsazeno a Šanta byl deportován do koncentračního tábora Dachau. V průběhu 2. světové války bylo kino přejmenováno na Lichtspiele Zentral Olmütz, po částečné rekonstrukci v roce 1943 byla zvýšena kapacita na 500 míst.

### Po roce 1945
V letech 1946–1990 neslo kino název Moskva, poté bylo opět přejmenováno na Central. V rámci procesu centralizace spadlo kino v roce 1954 do organizační složky olomoucké Městské správy kin. V roce 1968 změnilo kino na několik měsíců název na kino Svoboda.

### Po roce 1990
Budova kina se stala součástí Muzea umění v roce 1990, kino samotné přešlo v roce 1991 organizačně pod společnost Olomoucká kina, kterou založil ředitel Městské správy kin Jan Joukal. Kino pokračovalo pod původním názvem, součástí programu byl také filmový klub s významnou návštěvností. Po ukončení provozu kina Central v roce 2005 (posledním promítaným filmem byly Ženy pro měny) se projekce přesunuly v rámci Muzea umění Olomouc do sálu Mozarteum umístěném v Arcidiecézním muzeu.

### 20. léta 21. stol.
V letech 2020–2024 kino procházelo důkladnou rekonstrukcí na multifunkční sál, který zahrnuje také prostory bývalého Divadla hudby Olomouc (organizačně součástí Muzea umění v Olomouci). Původní náklady na rekonstrukci (50 mil. korun) se zvýšily o dalších 15 milionů, termín otevření se kvůli komplikacím s podzemní vodou a statikou budovy posunul z původního roku 2020. Zahájení provozu bylo naplánováno na září 2023, konečný termín otevření byl stanoven na 20. února 2024. Otevřena byla první Velká scéna ze tří plánovaných. Dále bude následovat Malá scéna a Radiobar, ve kterém bude Zkušebna. Možné otevření zbývajících prostor je k roku 2026.

## Galerie
- vstup do sálu
- historická světelná cedule
- pohled z balkonu
- jeviště